# Stephanolla rufoapicata
Stephanolla rufoapicata är en insektsart som beskrevs av Fowler 1900. Stephanolla rufoapicata ingår i släktet Stephanolla och familjen dvärgstritar. Inga underarter finns listade i Catalogue of Life.